# Sammichele di Bari
Sammichele di Bari is een gemeente in de Italiaanse provincie Bari (regio Apulië) en telt 6294 inwoners (30-11-2019). De oppervlakte bedraagt 33,9 km², de bevolkingsdichtheid is 202 inwoners per km².

## Demografie
Sammichele di Bari telt ongeveer 2633 huishoudens. Het aantal inwoners daalde in de periode 1991-2001 met 3,4% volgens cijfers uit de tienjaarlijkse volkstellingen van ISTAT.
| Jaar | Inwoneraantal |
| ---- | ------------- |
| 1991 | 7207          |
| 2001 | 6965          |

## Geografie
Sammichele di Bari grenst aan de volgende gemeenten: Acquaviva delle Fonti, Casamassima, Gioia del Colle, Turi.
Acquaviva delle Fonti · Adelfia · Alberobello · Altamura · Bari · Binetto · Bitetto · Bitonto · Bitritto · Capurso · Casamassima · Cassano delle Murge · Castellana Grotte · Cellamare · Conversano · Corato · Gioia del Colle · Giovinazzo · Gravina in Puglia · Grumo Appula · Locorotondo · Modugno · Mola di Bari · Molfetta · Monopoli · Noci · Noicàttaro · Palo del Colle · Poggiorsini · Polignano a Mare · Putignano · Rutigliano · Ruvo di Puglia · Sammichele di Bari · Sannicandro di Bari · Santeramo in Colle · Terlizzi · Toritto · Triggiano · Turi · Valenzano
1. ↑  https://demo.istat.it/?l=it.